# Baltzer von Zülow
Balthasar „Baltzer“ von Zülow (* 12. Mai 1599 auf Zülow; † 12. Juni 1670 auf Groß Stieten) war ein schwedischer bzw. mecklenburgischer Major im Dreißigjährigen Krieg.

## Herkunft
Seine Eltern Christoph von Zülow, Erbherr auf dem väterlichen Stammgut Zülow, und seine Ehefrau Anna von Lützow aus dem Hause Lützow hatten acht Söhne und vier Töchter. Sohn Balthasar, genannt Baltzer, wurde am 12. Mai 1599 auf Zülow geboren. Als er etwas älter war, wurde er an den Hof der verwitweten Herzogin zu Braunschweig und Lüneburg geschickt, wo er in Winsen an der Luhe seit 1612 zuerst als Page, dann auch als Kammerpage, diente. Nach vier Jahren Dienst entschied er sich für eine künftige militärische Laufbahn. Zuvor nahm ihn der Bruder seiner Mutter, Joachim von Lützow, Erbherr auf Seedorf, für ein Jahr zu sich -ihm verdankte er eine gute Wissenschaft in der Erdkunde.

## Im Dreißigjährigen Krieg
1618 zog er in den Böhmischen Krieg unter dem böhmischen König Pfalzgraf Friedrich V. Bei der blutigen Schlacht am Weißen Berg bei Prag war er dabei und überlebte.
Als darauf der Graf von Mansfeld für den neuen Böhmischen König ein Regiment aufstellte, kam er als Kornett in das Regiment des Herzogs Franz Carl zu Sachsen. Bei Weydhausen nahm er an dem großen Treffen mit Tilly in der Oberpfalz teil. Später wurde er (vor 1622) zum Leutnant ernannt und trat im Gefecht noch einmal gegen Tilly und die Kaiserlichen an. Seit 1625 stand er in dänischen Diensten gegen die Kaiserlichen und erhielt hier zuerst den Rang eines Leutnants, dann den eines Rittmeisters. Unter dem königlich dänischen Generalmajor Obentraut wurde er schließlich Kapitän. Auch im Schwedisch-Polnischen Krieg seit 1628 stand er an vorderster Front. Er warb als Rittmeister eine Kompanie Reiter und stand drei Jahre in den Diensten von König Gustav Adolph von Schweden. Nach der Eroberung Mecklenburgs durch die Schweden ging er als Major in mecklenburgische Landesdienste und nahm noch an vielen Schlachten und Gefechten teil.
Nachdem Gustav Adolph förmlich die mecklenburgischen Herzöge wieder als Landesherrn eingesetzt hatte, brachen diese nach Vollendung ihrer Rüstungen mittels schwedischer Gelder und Mannschaften, Ende Juli mit etwa 2.000 Mann von Lübeck auf. Den Oberbefehl führten die Obersten Kalkum genannt von Lohausen, aus dänischen Diensten übernommen, und Menil; Hauptleute waren die Mecklenburger Raben, Holstein, Bülow, Zülow, Ilenfeld, sowie die Holsteiner Buchwald, Alefeld, Wisch.
Am dritten Tag vor Schwerin angelangt, begann sofort der Sturm auf die von nur etwa zweihundert Kaiserlichen unter den Hauptleuten Milatz und Kelly verteidigte Stadt; unter nicht beträchtlichen beiderseitigen Verlusten brachen die Mecklenburger durch den schwächsten Punkt der Befestigung, das Spieltor, in die Stadt. Die Kaiserlichen zogen ins Schloss ein; die Mecklenburger führten von der alten Kanzlei aus quer über die Reitbahn auf dem alten Garten bis zur Brücke Laufgräben, von wo aus sie das Schloss unter Feuer nahmen, welches aber stark erwidert wurde. Viele Einwohner kamen dadurch in ihren Häusern um. Als am zehnten Tag sechs Fähnlein Finnen mit fünf Feldstücken auf den Ostorfer Bergen schanzten und das Schloss beschossen, alle Prähme und Kähne der Umgegend herangeschafft wurden und von allen Seiten gleichzeitig gestürmt werden sollte, ergab sich die kaiserliche Besatzung gegen freien Abzug.

## Familie
1632 nahm Baltzer von Zülow Margarethe von Barsse zur Frau, die Tochter des Wulff von Barsse auf Groß Stieten, und wurde so nachmals zum Erbherrn auf Groß Stieten. Dieser Ehe gehörten sechs Töchter und vier Söhne an. Ehefrau Margarethe starb 1650. 1652 heiratete Baltzer von Zülow in zweiter Ehe Maria Elisabeth von Hahn, eine Tochter des Joachim von Hahn, Erbherrn auf Saltzau. Fünf weitere Kinder aus dieser Ehe bereicherten die Familie, wovon eines früh starb.

## Tod
Am 31. Mai 1670 erkrankte Baltzer von Zülow, bis dahin stets von robuster Natur, an der Brust, wurde bettlägerig, verstarb am Abend des 12. Juni 1670 und wurde am 31. August 1670 in der Kirche von Beydendorff beigesetzt. Nachfolger als Erbherr auf Groß Stieten wurde sein Sohn Joachim Baltzer von Zülow.

## Unfaires Duell Bülow-Zülow
Barthold von Bülow der Jüngere (* 1591; † 1620) hatte sich 1620 im mecklenburgischen Boizenburg ein Duell auf Degen mit seinem Vetter Baltzer von Zülow geliefert, in dessen Verlauf er von Zülow niederstreckte, aber nicht erstach. Im Moment der Niederlage von Zülows sprang dessen Bruder heran, warf von Bülow nieder und erstach den am Boden liegenden und wehrlosen von Bülow auf unehrenhafte Weise. Unklar ist, ob der beteiligte Baltzer von Zülow mit dem im Artikel behandelten identisch war. Sollte es so sein, und sollten die Duellanten tatsächlich Vettern ersten Grades gewesen sein, müsste Barthold von Bülows Mutter eine geborene von Zülow gewesen sein, denn die Mutter des hier behandelten Baltzer von Zülow war Anna von Lützow (* 1569; † 1611), Tochter des Barthold von Lützow und der Anna von Rantzau, also keine Bülow.